# Biauregard de Comba-ronda
Beauregard-Vendon és un municipi francès situat al departament del Puèi Domat i a la regió d'Alvèrnia-Roine-Alps. L'any 2007 tenia 950 habitants.

## Demografia

### Població
El 2007 la població de fet de Beauregard-Vendon era de 950 persones. Hi havia 345 famílies de les quals 56 eren unipersonals (30 homes vivint sols i 26 dones vivint soles), 96 parelles sense fills, 156 parelles amb fills i 37 famílies monoparentals amb fills.
La població ha evolucionat segons el següent gràfic:
Habitants censats

### Habitatges
El 2007 hi havia 405 habitatges, 357 eren l'habitatge principal de la família, 15 eren segones residències i 33 estaven desocupats. 393 eren cases i 9 eren apartaments. Dels 357 habitatges principals, 295 estaven ocupats pels seus propietaris, 53 estaven llogats i ocupats pels llogaters i 9 estaven cedits a títol gratuït; 4 tenien dues cambres, 39 en tenien tres, 93 en tenien quatre i 221 en tenien cinc o més. 309 habitatges disposaven pel capbaix d'una plaça de pàrquing. A 112 habitatges hi havia un automòbil i a 233 n'hi havia dos o més.

### Piràmide de població
La piràmide de població per edats i sexe el 2009 era:
| Homes | Edats   | Dones |
| ----- | ------- | ----- |
| 0     | 95 o +  | 0     |
| 4     | 90 a 94 | 0     |
| 4     | 85 a 89 | 8     |
| 8     | 80 a 84 | 0     |
| 16    | 75 a 79 | 12    |
| 8     | 70 a 74 | 20    |
| 20    | 65 a 69 | 12    |
| 16    | 60 a 64 | 16    |
| 28    | 55 a 59 | 28    |
| 40    | 50 a 54 | 32    |
| 24    | 45 a 49 | 40    |
| 32    | 40 a 44 | 20    |
| 28    | 35 a 39 | 40    |
| 32    | 30 a 34 | 24    |
| 4     | 25 a 29 | 8     |
| 16    | 20 a 24 | 4     |
| 36    | 15 a 19 | 16    |
| 36    | 10 a 14 | 28    |
| 32    | 5 a 9   | 32    |
| 4     | 0 a 4   | 8     |

## Economia
El 2007 la població en edat de treballar era de 624 persones, 488 eren actives i 136 eren inactives. De les 488 persones actives 450 estaven ocupades (239 homes i 211 dones) i 38 estaven aturades (16 homes i 22 dones). De les 136 persones inactives 52 estaven jubilades, 47 estaven estudiant i 37 estaven classificades com a «altres inactius».

### Ingressos
El 2009 a Beauregard-Vendon hi havia 388 unitats fiscals que integraven 1.039 persones, la mediana anual d'ingressos fiscals per persona era de 19.475 €.

### Activitats econòmiques
Dels 24 establiments que hi havia el 2007, 1 era d'una empresa extractiva, 1 d'una empresa alimentària, 8 d'empreses de construcció, 7 d'empreses de comerç i reparació d'automòbils, 1 d'una empresa de transport, 1 d'una empresa d'hostatgeria i restauració, 1 d'una empresa immobiliària, 3 d'empreses de serveis i 1 d'una empresa classificada com a «altres activitats de serveis».
Dels 11 establiments de servei als particulars que hi havia el 2009, 2 eren paletes, 2 guixaires pintors, 4 fusteries, 1 electricista, 1 perruqueria i 1 restaurant.
L'any 2000 a Beauregard-Vendon hi havia 18 explotacions agrícoles que ocupaven un total de 315 hectàrees.

## Equipaments sanitaris i escolars
El 2009 hi havia una escola elemental.

## Poblacions més properes
El següent diagrama mostra les poblacions més properes.